# Kristi gisslande (Caravaggio)
Kristi gisslande (italienska: Flagellazione di Cristo) är en oljemålning av den italienske barockkonstnären Caravaggio; målningen finns i två versioner. Den ena utfördes 1607 och är utställd sedan 1972 på Museo di Capodimonte i Neapel. Den andra målades omkring 1607 och ingår sedan 1955 i samlingarna på Musée des Beaux-Arts i Rouen. Neapelversionen är den större versionen (286 x 213 cm) och utförd i stående format medan Rouenversionen är mindre och med horisontellt bildformat.
Caravaggio levde ett utsvävande liv som kantades av bråk, kriminalitet och skandaler. Efter att ha begått ett dråp 1606 i Rom tvingades han att fly till Neapel. Det är troligtvis där han målade de båda versionerna av Kristi gisslande. Enligt konsthistorikern Giovanni Pietro Bellori beställdes den ena i maj 1607 av Tommaso de Franchis som altartavla till familjekapellet i kyrkan San Domenico Maggiore i Neapel. Där hängde den till 1972 då den flyttades till Museo di Capodimonte för restauration. Som modell för en av männen som i båda versionerna plågar Jesus har en person stått som även känns igen från Salome med Johannes Döparens huvud.
Målningen skildrar Kristi gisslande, en episod i Nya testamentets berättelse om Jesu lidande och död. Caravaggio målade även den snarlika Törnekröningen i två versioner. De målades omkring 1604 och den ena versionen är utställd på Kunsthistorisches Museum i Wien.

## Bildgalleri

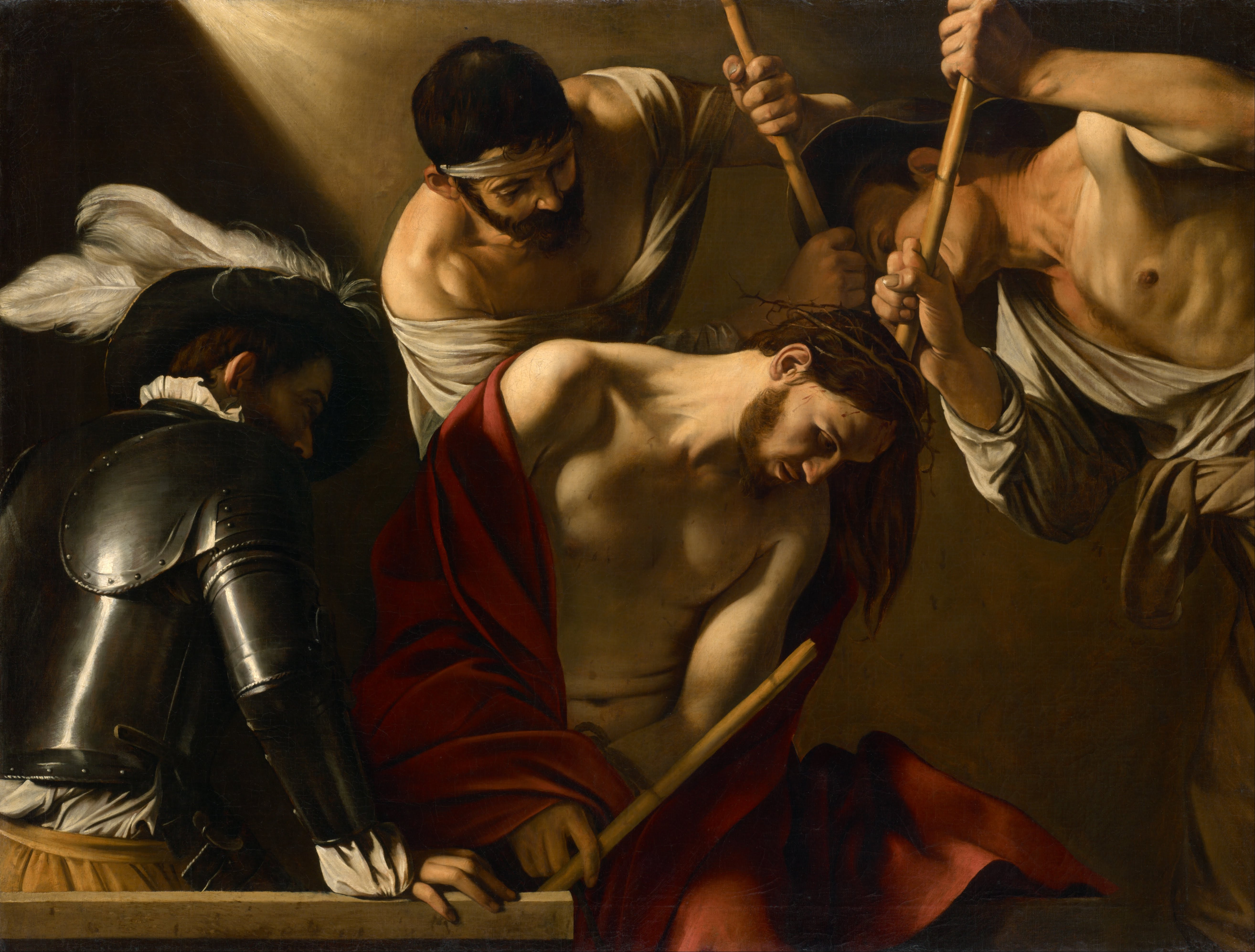
Caravaggios Törnekröningen på Kunsthistorisches Museum (cirka 1604).
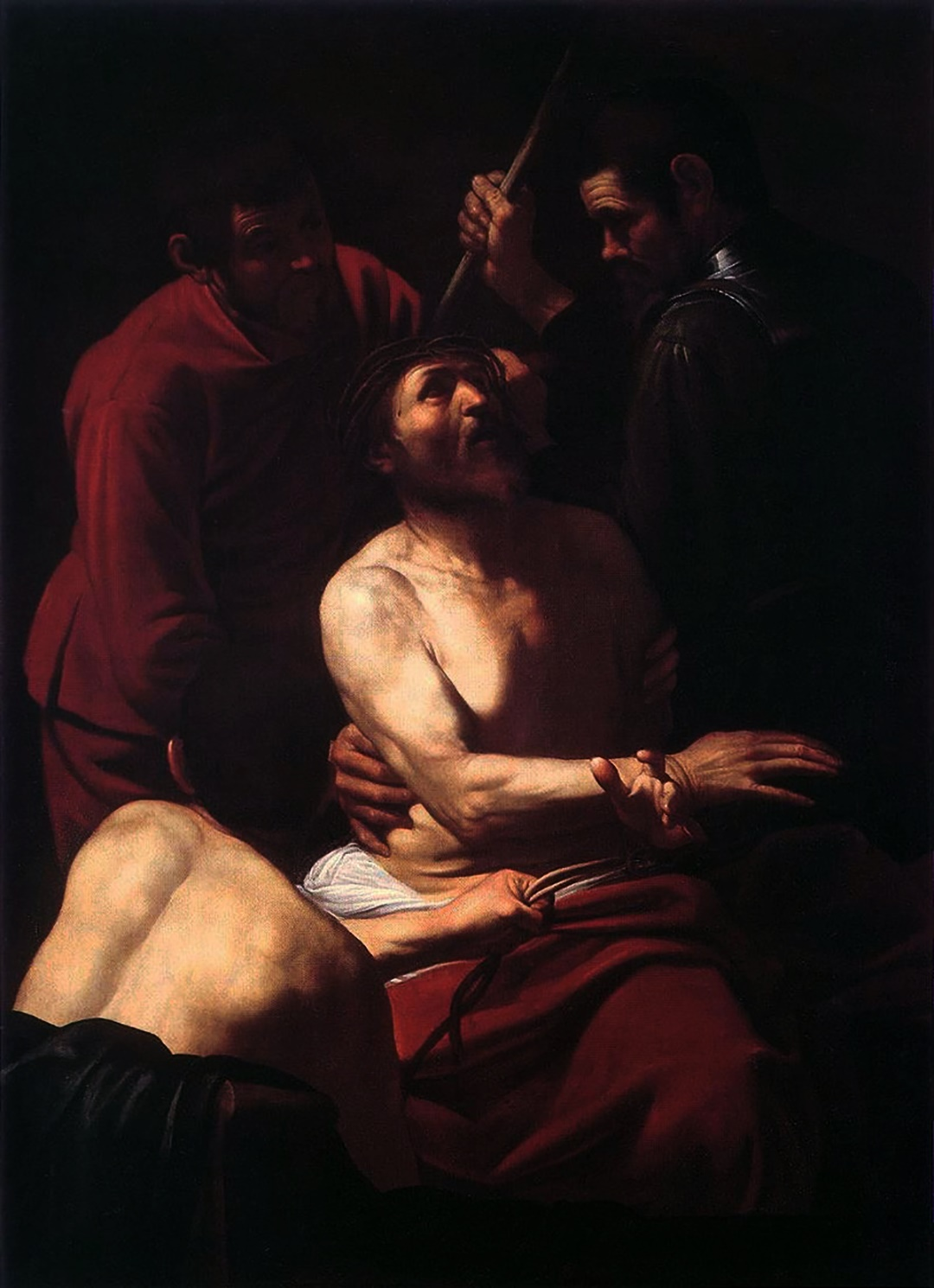
Caravaggios Törnekröningen på Palazzo degli Alberti i Prato (cirka 1604).